# Mentira (canción de La Ley)
«Mentira» es una canción de la banda chilena La Ley. Fue lanzada como el primer sencillo en 2001 de su álbum MTV Unplugged. La canción fue escrita por Beto Cuevas y fue publicada para promocionar el concierto desenchufado que realizó la banda el 28 de junio del 2001 en Miami, Estados Unidos.
Beto Cuevas hizo una nueva versión de la canción, junto a Ely Guerra, para su álbum solista Colateral en 2019.

## Video musical
El video es un extracto directo de la presentación de Miami. Al igual que el programa, el video fue dirigido por Manny Rodríguez.

## Lista de canciones
| Sencillo en CD |           |              |          |  |
| N.º            | Título    | Escritor(es) | Duración |  |
| 1.             | «Mentira» | Beto Cuevas  | 4:48     |  |

## Presentaciones en vivo
Desde el lanzamiento del Unplugged, «Mentira» empezó a ser un tema recurrente en los conciertos de La Ley. La banda la tocó en tres ediciones del Festival Internacional de la Canción de Viña del Mar: en 2002, en 2005 y en la edición de 2014.

## Posicionamiento en listas
| Lista (2001)                                 | Mejor posición |
| -------------------------------------------- | -------------- |
| Estados Unidos (Billboard Hot Latin Tracks)  | 28             |
| Estados Unidos (Billboard Latin Pop Airplay) | 12             |